# Снук (Техас)
Снук (англ. Snook) — місто (англ. city) в США, в окрузі Берлесон штату Техас. Населення — 506 осіб (2020).

## Географія
Снук розташований за координатами 30°29′22″ пн. ш. 96°28′3″ зх. д. / 30.48944° пн. ш. 96.46750° зх. д. (30.489455, -96.467469).  За даними Бюро перепису населення США в 2010 році місто мало площу 5,24 км², з яких 5,22 км² — суходіл та 0,02 км² — водойми.

## Демографія
Згідно з переписом 2010 року, у місті мешкало 511 осіб у 207 домогосподарствах у складі 139 родин. Густота населення становила 98 осіб/км².  Було 245 помешкань (47/км²).
Расовий склад населення:
| - 68,9 % — білих - 23,5 % — чорних або афроамериканців - 0,4 % — корінних американців - 0,2 % — азіатів - 4,3 % — осіб інших рас |

До двох чи більше рас належало 2,7 %. Частка іспаномовних становила 12,5 % від усіх жителів.
За віковим діапазоном населення розподілялося таким чином: 27,8 % — особи молодші 18 років, 60,5 % — особи у віці 18—64 років, 11,7 % — особи у віці 65 років та старші. Медіана віку мешканця становила 34,7 року. На 100 осіб жіночої статі у місті припадало 95,0 чоловіків;  на 100 жінок у віці від 18 років та старших — 88,3 чоловіків також старших 18 років.
Середній дохід на одне домашнє господарство  становив 64 492 долари США (медіана — 50 208), а середній дохід на одну сім'ю — 59 596 доларів (медіана — 47 000). За межею бідності перебувало 8,9 % осіб, у тому числі 7,4 % дітей у віці до 18 років та 14,5 % осіб у віці 65 років та старших.
Цивільне працевлаштоване населення становило 211 осіб. Основні галузі зайнятості: освіта, охорона здоров'я та соціальна допомога — 19,9 %, роздрібна торгівля — 17,5 %, виробництво — 11,4 %, сільське господарство, лісництво, риболовля — 11,4 %.